# João Almeida
Pour les articles homonymes, voir Almeida (homonymie).
Gonçalves Almeida est un nom portugais ; le premier nom de famille (d'usage facultatif) est Gonçalves et le second est Almeida.
João Pedro Gonçalves Almeida (né le 5 août 1998 à A-dos-Francos, Caldas da Rainha) est un coureur cycliste portugais, membre de l'équipe UAE Emirates. Spécialiste des courses par étapes, il a notamment remporté plusieurs classements généraux de courses par étapes World Tour et s'est classé troisième et meilleur jeune du Tour d'Italie 2023, course où il a remporté une étape. Il est également champion du Portugal sur route en 2022 et du contre-la-montre en 2021 et 2023.

## Biographie

### Des débuts prometteurs
Dès la catégorie des juniors (moins de 19 ans), João Almeida est considéré dans son pays comme l'un des plus grands espoirs. En 2016, il devient dans cette catégorie double champion du Portugal, de la course en ligne et du contre-la-montre, doublé qu'il avait déjà réalisé deux années plus tôt chez les cadets. En 2017, il rejoint l'équipe continentale bulgare Unieuro Trevigiani-Hemus 1896. Au mois d'avril, il obtient son premier succès sur la troisième étape du Tour de Mersin, où il domine dans un sprint à deux Eduard Vorganov. Cinq jours plus tard, il enchaîne avec un succès sur la deuxième étape de Toscane-Terre de cyclisme, qu'il termine à la quatrième place. Dans les semaines qui suivent, il se classe quatrième du Tour d'Ankara puis neuvième et meilleur jeune du Tour d'Ukraine, après en avoir remporté la dernière étape.
En 2018, il signe avec l'équipe américaine Hagens Berman-Axeon. Après un début de saison plutôt discret sur route, il s'illustre au mois d'avril en devenant le premier cycliste portugais à remporter Liège-Bastogne-Liège espoirs. Par la suite, il se montre régulier sur les courses par étapes les plus prestigieuses du calendrier espoir. Il est cinquième et meilleur jeune de la Ronde de l'Isard, puis deuxième et meilleur jeune du Tour d'Italie espoirs, ainsi que septième du Tour de l'Avenir. Sur piste, il devient champion du Portugal de la course scratch. En 2019, il décroche les deux titres nationaux sur route chez les espoirs et se classe quatrième et meilleur jeune du Tour de l'Utah.

### Confirmation chez Quick Step (2020-2021)

#### 2020: quatrième du Tour d'Italie
Ses bonnes performances lui permettent de rejoindre en 2020 l'UCI WorldTeam Deceuninck-Quick Step. Avec cette équipe, il est troisième du Tour de Burgos gagné par son coéquipier Remco Evenepoel, puis septième et meilleur jeune du Tour de l'Ain. En septembre, il remporte le contre-la-montre par équipes de la Semaine internationale Coppi et Bartali, qu'il termine à la troisième place finale. Après un abandon sur le Tour de Lombardie, son premier Monument, il termine deuxième du Tour d'Émilie à neuf secondes d'Aleksandr Vlasov. Il participe ensuite au Tour d'Italie, son premier grand tour, où il est promu leader en raison de la blessure de Remco Evenepoel. Lors du prologue, il se classe deuxième derrière l'Italien Filippo Ganna. Deux jours plus tard, au sommet de l'Etna, il s'empare à 22 ans du maillot rose de leader, une première pour un coureur portugais depuis Acácio da Silva en 1989. Il est classé dans le même temps que l'Équatorien Jonathan Caicedo, vainqueur à l'Etna. Il porte le maillot rose durant 15 étapes et termine finalement quatrième au classement général final lors de son premier grand tour.

#### 2021: Tour de Pologne
Sa saison 2021 commence avec une troisième place au général du Tour des Émirats arabes unis, son premier podium sur une course World Tour. Toujours régulier, il est en mars sixième de Tirreno-Adriatico et septième et meilleur jeune du Tour de Catalogne. Almeida fait son retour sur le Tour d'Italie, mais sa performance est d'abord éclipsée et affectée par la présence de Remco Evenepoel dans la formation Deceuninck-QuickStep. Almeida reçoit comme consigne d'attendre et travailler pour le Belge, ce qui lui coûte deux minutes par rapport à Egan Bernal sur les chemins de terre de Montalcino. Cependant, lors de la troisième semaine et après l'abandon d'Evenepoel, il a progressé dans le top 10. Il s'est classé à deux reprises deuxième d'étape à Sega di Ala derrière Dan Martin et à Alpe di Mera derrière Simon Yates, avant de se hisser à la sixième place du classement général grâce à un bon contre-la-montre final à Milan. Il est ensuite devenue champion du Portugal du contre-la-montre et a participé aux Jeux olympiques de Tokyo, où il s'est classé 13e de la course en ligne et 16e du contre-la-montre. En août, il remporte deux étapes et le classement général du Tour de Pologne. Il s'agit de ses premières victoires sur le World Tour. Le mois suivant, il gagne également une étape et le général du Tour de Luxembourg, ainsi que le classement par points et du meilleur jeune. En fin d'année, il est deuxième du Tour d'Émilie et de Milan-Turin, deux courses remportées par Primož Roglič. Il conclut son année à la neuvième place du classement mondial.

### UAE Team Emirates (depuis 2022)

#### 2022: champion du Portugal sur route
En août 2021, le recrutement d'Almeida par l'équipe UAE Emirates est annoncé. Le contrat du coureur porte sur une durée inhabituellement longue de cinq saisons.
Il commence sa saison 2022 au service de Tadej Pogačar lors du Tour des Émirats arabes unis. Pogačar gagne la course, tandis qu'Almeida se classe cinquième. En mars, il termine huitième de Paris-Nice, puis remporte la 4e étape du Tour de Catalogne. Il prend la tête du classement général à l'issue de la 5e étape, mais le lendemain, il ne parvient pas à suivre le duo sud-américain composé de Sergio Higuita et Richard Carapaz et doit se contenter de la troisième place du classement général final, son premier podium sur une course du World Tour. Figurant parmi les favoris du Tour d'Italie, Almeida est présent parmi les protagonistes du classement général durant les deux premières semaines de course malgré des difficultés à tenir le rythme des meilleurs coureurs dans les ascensions. Longtemps troisième du général, il concède plus d'une minute lors de la dix-septième étape à des coureurs tels que Richard Carapaz, Jai Hindley ou Mikel Landa et est alors quatrième du classement général derrière ces trois-là. Testé ensuite positif au SARS-CoV-2, il quitte ce Giro avant le départ de la dix-huitième étape. De retour à la compétition en juin, il devient champion du Portugal sur route et se classe troisième du contre-la-montre. En août, il est deuxième du Tour de Burgos après avoir remporté la dernière étape. Aligné en leader sur le Tour d'Espagne, il termine quatrième du général, mais est devancé par son jeune coéquipier Juan Ayuso (troisième de la course à 19 ans).

#### 2023: une étape et podium au Tour d'Italie

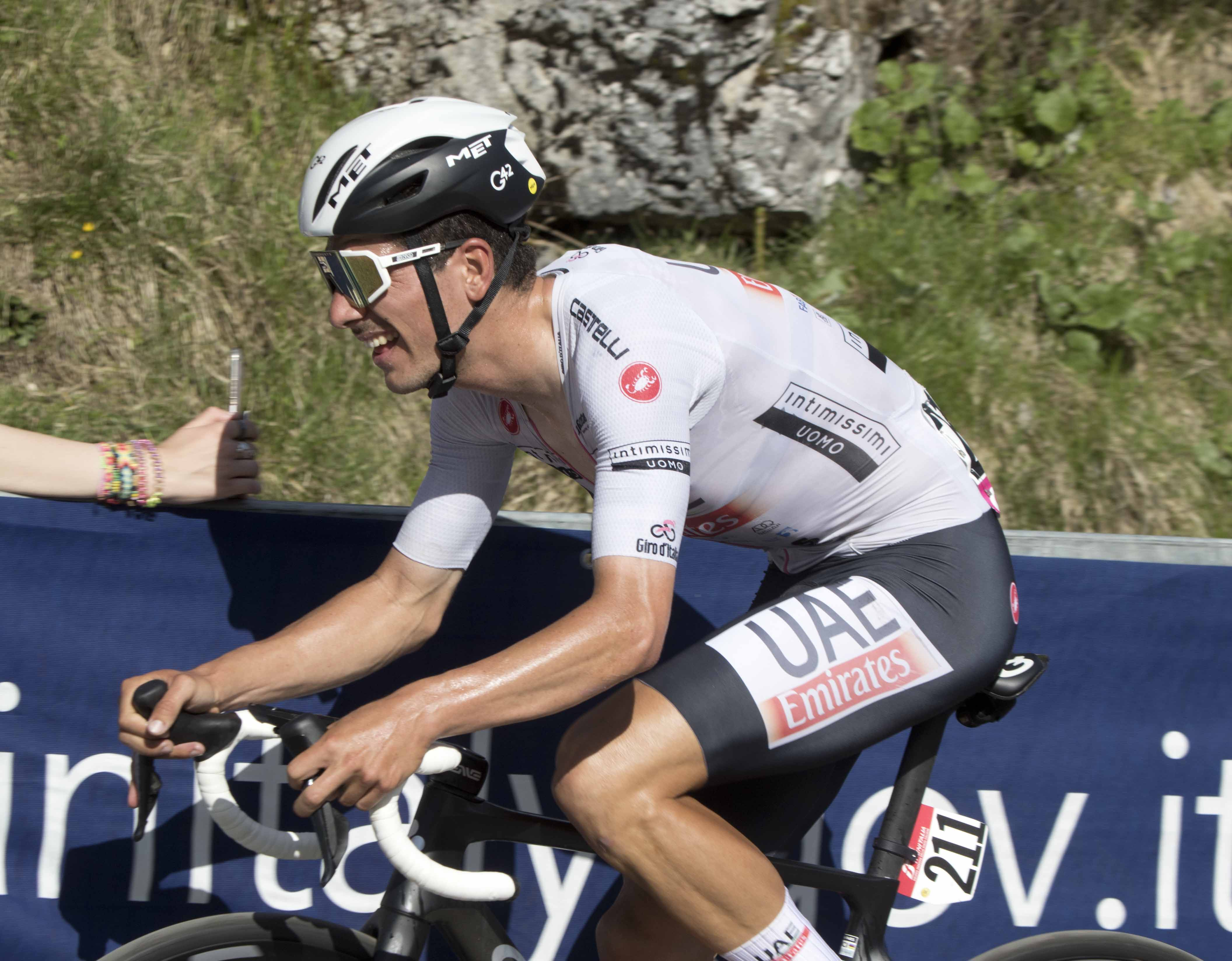
João Almeida au Tour d'Italie 2023

Ciblant une nouvelle fois en 2023 le Tour d'Italie où il aura le statut de leader, il obtient tout d'abord en mars la deuxième place de Tirreno-Adriatico derrière Primož Roglič puis, au Tour de Catalogne, un nouveau podium avec une troisième place derrière le même Roglič et Remco Evenepoel. Le 23 mai, il s’adjuge sa première victoire d'étape sur un grand tour lors de la 16e étape du Tour d’Italie en battant Geraint Thomas et en lâchant Primož Roglič. Il prend également la deuxième place du classement général à cette occasion. Il termine finalement ce Giro à la troisième place et remporte le maillot blanc de meilleur jeune.

#### 2024: quatrième de son premier Tour de France
Almeida entame l'année 2024 par Paris-Nice où UAE remporte le contre-la-montre par équipes à Auxerre. Il termine à la 11e place du classement général. Il enchaîne avec le Tour de Catalogne où il réalise deux tops 10 lors des 2e et 7e étapes et se classe 9e du classement général. Après des classiques ardennaises sans résultats probants, il reprend la compétition six semaines plus tard au Tour de Suisse où le binôme avec son équipier Adam Yates domine outrageusement la compétition en montagne, chacun s'adjugeant deux étapes (la 6e à Blatten et la 8e contre-la-montre à Villars-sur-Ollon pour lui). La victoire finale revient à Yates et il prend la deuxième place à 22 secondes du Britannique. En juillet, il participe à son premier Tour de France, qu'il termine à la 4e place, réalisant des tops 8 lors de sept étapes. Il doit abandonner le Tour d'Espagne à l'issue de la 8e étape, malade et positif au coronavirus, alors que, la veille, il occupait la troisième place du classement général.

#### 2025: Tours du Pays basque et de Romandie
Il commence la saison 2025 en participant à deux tours organisés dans la péninsule ibérique et obtient le même résultat : deuxième du classement général, à 18 secondes de Santiago Buitrago au Tour de la Communauté valencienne et à 15 secondes de Jonas Vingegaard au Tour de l'Algarve. Sur Paris-Nice, lors de la 4e étape perturbée par les conditions atmosphériques, alors que Jonas Vingegaard avait attaqué à deux kilomètres de l'arrivée au sommet de La Loge des Gardes, il revient sur le Danois à cinquante mètres de l'arrivée et remporte son premier succès de l'année. Le 7 avril, au Tour du Pays basque, il termine à la deuxième place de la 1re étape disputée contre-la-montre à Vitoria-Gasteiz dans la même seconde que le vainqueur Maximilian Schachmann. Trois jours plus tard, il gagne en solitaire la 4e étape à Markina-Xemein et s'empare du maillot jaune. Également vainqueur de la dernière étape à Eibar, il remporte cette course basque avec près de deux minutes d'avance sur Enric Mas. Le 4 mai, il remporte le classement général d'une seconde course à étapes de l'UCI World Tour 2025 : le Tour de Romandie. Il y forge sa victoire finale principalement dans les deux dernières étapes où il termine deux fois deuxième, derrière Lenny Martinez en montagne à Thyon 2000 puis devancé par Remco Evenepoel sur le contre-la-montre de Genève.

## Palmarès sur route

### Palmarès amateur
| - 2014 - Champion du Portugal sur route cadets - Champion du Portugal du contre-la-montre cadets - Circuito de Vila Chã de Ourique - 2015 - 2e du championnat du Portugal du contre-la-montre juniors - 2016 - Champion du Portugal sur route juniors - Champion du Portugal du contre-la-montre juniors - 1re et 4eb (contre-la-montre) étapes de la Bizkaiko Itzulia - 3e de la Vuelta al Besaya - 3e de la Bizkaiko Itzulia - 2017 - 3e étape du Tour de Mersin - 2e étape de Toscane-Terre de cyclisme - 4e étape du Tour d'Ukraine - 3e du championnat du Portugal du contre-la-montre espoirs | - 2018 - Liège-Bastogne-Liège espoirs - 2e du Tour d'Italie espoirs - 2e du championnat du Portugal du contre-la-montre espoirs - 2e du championnat du Portugal sur route espoirs - 10e du championnat d'Europe du contre-la-montre espoirs - 2019 - Champion du Portugal sur route espoirs - Champion du Portugal du contre-la-montre espoirs |  |

### Palmarès professionnel
| - 2020 - 1re étape (b) de la Semaine internationale Coppi et Bartali (contre-la-montre par équipes) - 2e du Tour d'Émilie - 3e du Tour de Burgos - 3e de la Semaine internationale Coppi et Bartali - 4e du Tour d'Italie - 2021 - Champion du Portugal du contre-la-montre - Tour de Pologne : - Classement général - 2e et 4e étapes - Tour de Luxembourg : - Classement général - 1re étape - 2e du Tour d'Émilie - 3e du Tour des Émirats arabes unis - 3e de Milan-Turin - 6e de Tirreno-Adriatico - 6e du Tour d'Italie - 7e du Tour de Catalogne - 10e du championnat d'Europe du contre-la-montre - 2022 - Champion du Portugal sur route - 4e étape du Tour de Catalogne - 5e étape du Tour de Burgos - 2e du Tour de Burgos - 3e du Tour de Catalogne - 3e du championnat du Portugal du contre-la-montre - 4e du Tour d'Espagne - 5e du Tour des Émirats arabes unis - 8e de Paris-Nice | - 2023 - Champion du Portugal du contre-la-montre - Tour d'Italie : - Classement du meilleur jeune - 16e étape - 2e de Tirreno-Adriatico - 2e du Tour de Pologne - 3e du Tour de Catalogne - 3e du Tour d'Italie - 9e du Tour d'Espagne - 2024 - 3e étape de Paris-Nice (contre-la-montre par équipes) - 6e et 8e (contre-la-montre) étapes du Tour de Suisse - 2e du Tour de Suisse - 4e du Tour de France - 9e du Tour de Catalogne - 2025 - 4e étape de Paris-Nice - Tour du Pays basque : - Classement général - 4e et 6e étapes - Classement général du Tour de Romandie - Tour de Suisse : - Classement général - 4e, 7e et 8e (contre-la-montre) étapes - 2e du Tour de la Communauté valencienne - 2e du Tour de l'Algarve - 6e de Paris-Nice |

### Résultats sur les grands tours

#### Tour de France
2 participations
- 2024 : 4e
- 2025 : abandon (9e étape)

#### Tour d'Italie
4 participations
- 2020 : 4e,  maillot rose pendant 15 jours
- 2021 : 6e
- 2022 : non-partant (18e étape)
- 2023 : 3e,  vainqueur du classement du meilleur jeune, vainqueur de la 16e étape

#### Tour d'Espagne
3 participations
- 2022 : 4e
- 2023 : 9e
- 2024 : non-partant (9e étape)

### Résultats sur les courses par étapes
Ce tableau présente les résultats de João Almeida sur les courses par étapes de l'UCI World Tour hors Grands Tours auxquelles il a participé.
| AB | Abandon | HD | Hors-délais | - | Pas de participation | X | Pas d'épreuve |

| Année | Tour Down Under | UAE Tour | Paris-Nice | Tirreno-Adriatico | Tour de Catalogne | Tour du Pays basque | Tour de Romandie | Tour de Suisse | Tour de Pologne |
| ----- | --------------- | -------- | ---------- | ----------------- | ----------------- | ------------------- | ---------------- | -------------- | --------------- |
| 2020  | 62e             | -        | -          | -                 | -                 | X                   | -                | -              | -               |
| 2021  | X               | 3e       | -          | 6e                | 7e                | -                   | -                | -              | Vainqueur       |
| 2022  | X               | 5e       | 8e         | -                 | 3e                | -                   | -                | -              | -               |
| 2023  | -               | -        | -          | 2e                | 3e                | -                   | -                | -              | 2e              |
| 2024  | -               | -        | 11e        | -                 | 9e                | -                   | -                | 2e             | -               |
| 2025  | -               | -        | 6e         | -                 | -                 | Vainqueur           | Vainqueur        | Vainqueur      |                 |

### Classements mondiaux
| Année                                 | 2017 | 2018 | 2019 | 2020 | 2021 | 2022 | 2023 | 2024 |
| ------------------------------------- | ---- | ---- | ---- | ---- | ---- | ---- | ---- | ---- |
| Classement mondial                    | 957e | 544e | 453e | 13e  | 9e   | 40e  | 10e  | 25e  |
| UCI Europe Tour                       | 602e | 310e | 354e | 11e  | 8e   | 33e  | 10e  | 18e  |
|                                       |      |      |      |      |      |      |      |      |
| Légende : nc = non classéSource : UCI |      |      |      |      |      |      |      |      |

## Palmarès sur piste

### Championnats nationaux
- 2014
  -  Champion du Portugal de course aux points cadets
- 2015
  -  Champion du Portugal de l'omnium juniors
- 2016
  - 2e du championnat du Portugal de poursuite par équipes juniors
  - 3e du championnat du Portugal de vitesse juniors
- 2018
  -  Champion du Portugal du scratch